# Miguel Oviedo
Miguel Oviedo (né le 12 octobre 1950 à Córdoba) est un footballeur argentin. Lorsqu'il était joueur, il évoluait au poste de milieu de terrain.
Il remporta la Coupe du monde 1978 avec l'équipe d'Argentine.

## Carrière
- 1973 :  Instituto
- 1974-1982 :  CA Talleres
- 1983-1986 :  CA Independiente
- 1986-1987 :  CA Talleres
- 1987-1992 :  Deportivo Armenio
- 1992-1993 :  CA Los Andes

## Palmarès
- Vainqueur de la Coupe du monde 1978 avec l'Argentine.
- Vainqueur du Championnat d'Argentine de football en 1983 avec le CA Independiente.
- Vainqueur de la Copa Libertadores en 1984 avec le CA Independiente.